# لوطاويين (أسجن)
لوطاويين هي إحدى مشيخات المملكة المغربية، تتبع جغرافيا لإقليم وزان وإداريًا لأسجن. يقدر عدد سكانها بـ 10496 نسمة حسب الإحصاء الرسمي للسكان والسكنى لسنة 2004.